# Vriesea kentii
Vriesea kentii är en gräsväxtart som beskrevs av Harry Edward Luther och K.F.Norton. Vriesea kentii ingår i släktet Vriesea och familjen Bromeliaceae. Inga underarter finns listade i Catalogue of Life.